# René Cardin
Pour les articles homonymes, voir Cardin.
René Cardin (17 décembre 1896, Prey - 19 juin 1963, Prey), est un homme politique français.

## Biographie
Membre du conseil municipal de Prey en 1929, puis maire en 1935, il est président de la Fédération départementale des coopératives d'approvisionnement, de la coopérative agricole de l'Eure et du syndicat d'adduction d'eau de l'Eure, ainsi qu'administrateur de la caisse de crédit mutuel agricole de l'Eure.
Il est élu au Conseil de la République aux élections du 8 décembre 1946 (MRP).